# Slobodan Martinović
Pour les articles homonymes, voir Saša Martinović et Martinović.
Slobodan Martinović est un joueur d'échecs yougoslave puis serbe né le 25 juillet 1945 à Belgrade et mort le 10 janvier 2015 à Smederevo.

## Biographie et carrière
Grand maître international depuis 1979. Simić a remporté les tournois de :
- Lublin 1976 ;
- Smederevska Palanka 1977 et 1981 ;
- Rumia 1978 ;
- Zrenjanin 1980 ;
- Bela Crkva en 1983 ;
- Stara Pazova 1983 ;
- Bor 1984 ;
- Lille 1986 ;
- Groningue 1988 ;
- Caorle 1991 ;
- Szombathely 2003 ;
- Vršac 2006 (mémorial Borislav Kostic).

Il a représenté la Yougoslavie lors de l'olympiade universitaire (championnat du monde par équipes de moins de 26 ans) de 1968 et 1969, remportant la médaille d'argent par équipe en 1969 (il jouait au deuxième échiquier).
En 1981, il participa à la Coupe Mitropa à Luxembourg ; il remporta la médaille d'or par équipe et la médaille d'or individuelle au premier échiquier.
Lors du tournoi OHRA d'Amsterdam en 1985, Slobodan Martinović finit cinquième sur six joueurs mais réussit à annuler ses deux parties avec Anatoli Karpov.